# Shaka Rock
Shaka Rock es el tercer álbum del grupo de música australiano Jet, cuya publicación fue el 25 de agosto de 2009. El título, la carátula y la fecha de publicación fueron revelados a la prensa para promocionar el álbum.

## Singles
El primer single del álbum fue «She's A Genius».

## Historia
La pista "K.I.A. (Killed In Action)" fue añadida a la página web del grupo a principios de abril del 2009 para satisfacer a los fanes de la banda.
Altsounds.com hizo la primera referencia al álbum a finales de abril de 2009, ofreciendo también la imagen de la carátula.

## Lista de canciones
- Todas las canciones compuestas por Nic Cester, excepto donde se indique lo contrario.

| Shaka Rock |                                                                           |          |  |
| N.º        | Título                                                                    | Duración |  |
| 1.         | «K.I.A. (Killed In Action)» (Chris Cester)                                | 3:31     |  |
| 2.         | «Beat on Repeat» (Nic Cester, Chris Cester)                               | 2:32     |  |
| 3.         | «She's a Genius»                                                          | 3:01     |  |
| 4.         | «Black Hearts (On Fire)» (Nic Cester, Cameron Muncey)                     | 3:14     |  |
| 5.         | «Seventeen» (Nic Cester, Chris Cester, Cameron Muncey)                    | 3:41     |  |
| 6.         | «La Di Da»                                                                | 2:55     |  |
| 7.         | «Goodbye Hollywood»                                                       | 4:13     |  |
| 8.         | «Walk» (Chris Cester, Cameron Muncey)                                     | 3:07     |  |
| 9.         | «Times Like This» (Nic Cester, Cameron Muncey, Mark Wilson, Chris Cester) | 3:22     |  |
| 10.        | «Let Me Out»                                                              | 3:12     |  |
| 11.        | «Start The Show» (Cameron Muncey, Mark Wilson)                            | 3:59     |  |
| 12.        | «She Holds a Grudge» (Nic Cester, Cameron Muncey)                         | 4:17     |  |

| Pistas adicionales (edición japonesa) |                              |          |  |
| N.º                                   | Título                       | Duración |  |
| 13.                                   | «Don't Break Me Down»        | 3:35     |  |
| 14.                                   | «Everything Will Be Alright» | 2:54     |  |

| Pista adicional (edición vinilo) |                          |          |  |
| N.º                              | Título                   | Duración |  |
| 13.                              | «One Hipster One Bullit» | 2:12     |  |

| Pistas adicionales (edición iTunes) |                                                        |          |  |
| N.º                                 | Título                                                 | Duración |  |
| 13.                                 | «Look What You've Done (versión iTunes Originals)»     | 3:54     |  |
| 14.                                 | «Are You Gonna Be My Girl? (versión iTunes Originals)» | 3:34     |  |
| 15.                                 | «Never Tear Us Apart (Acoustic) [Pre-order]»           | 3:18     |  |

## Músicos
- Nic Cester: Voces, guitarras eléctricas, percusión, guitarra acústica, arp keys y wah wah.
- Chris Cester: Batería, voces, percusión, samples y rotura de vidrio.
- Cameron Muncey: Guitarras eléctricas, voces y vibráfono.
- Mark Wilson: Bajo, bajo con fuzz, samples, voces, sintetizadores y piano.
- Brooks Johnson, Ella Stovall, Josie Johnson, Theo Tolan, Samantha May, Caroline Pollan, Hanna Rimel, Asia Biddle, Matthew Beck, Drew Eno, Meimei Graber, Alex Clark, John Clark, Madelyn Rimel y Lane Loudamy: Coro de niños en "K.I.A. (Killed in Action)".
- Jonathan Shim, Rannon Ching, Blake Brunson y Jeremy Burchard: Corporación de Tambores en "K.I.A. (Killed in Action)".
- James King: Saxofón.
- Chris "Frenchie" Smith: Guitarras, órgano Hammond m1 y coro.
- Troupe Gammage y Louis Macklin: Piano.
- Georgia Gutjahr, Allie Freeland y Clea Freeland: Coro en "Times Like This".
- Lukas Haas: Órgano Fender Rhodes.